# Werner Pöllmann

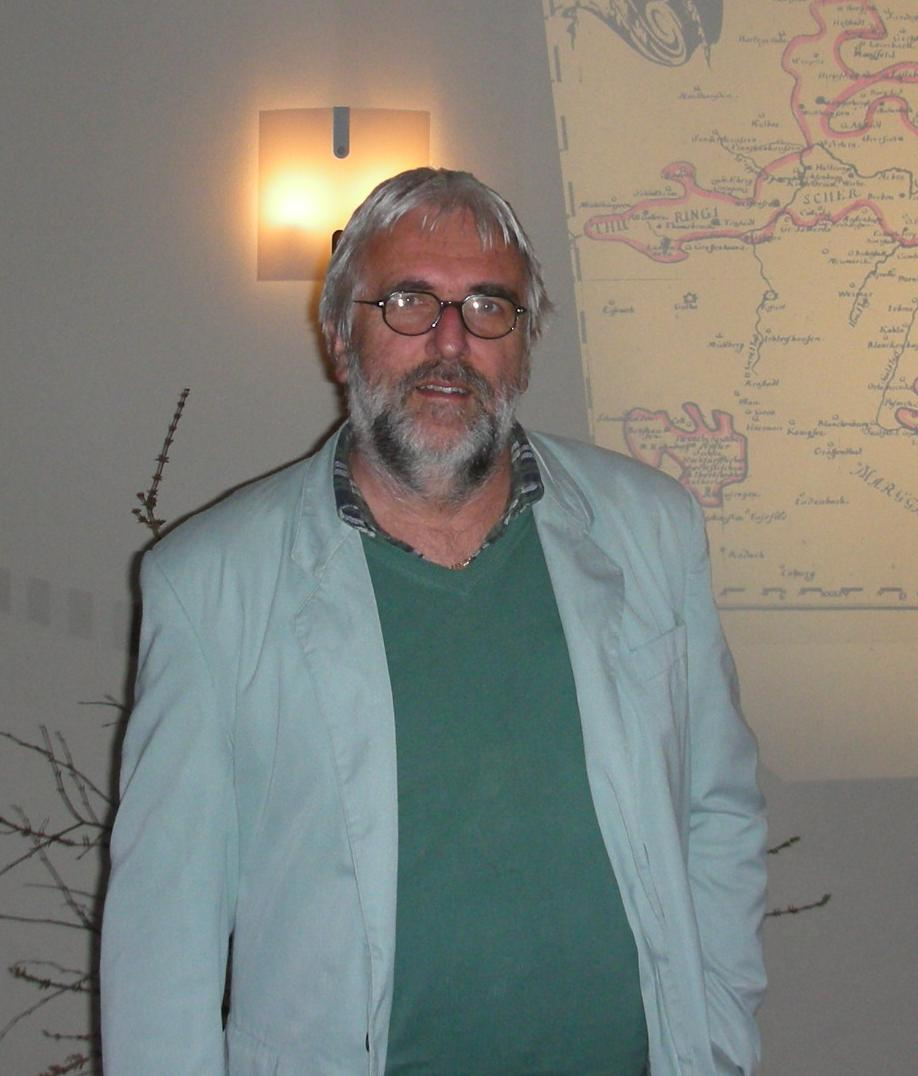
Werner Pöllmann bei einem Vortrag über Adam Friedrich Zürner, 2012

Werner Pöllmann (* 1953 in Markneukirchen) ist ein deutscher Pädagoge und Heimatforscher.

## Leben
Der aus dem Markneukirchener Ortsteil Sträßel stammende Pöllmann war bis August 2016 als Geographielehrer am Gymnasium in Markneukirchen tätig.
Nach dem Eintritt in den Ruhestand verzog er nach Berlin.

## Wirken
In seiner Freizeit beschäftigt er sich mit Heimatforschung und Denkmalpflege. So regte er als Mitglied der Forschungsgruppe „Kursächsische Postmeilensäulen e. V.“ seit den 1990er Jahren die Wiedererrichtung bzw. Restaurierung mehrerer kursächsischer Postmeilensäulen (u. a. im Zuge der Alten Egerer Poststraße) und Königlich-sächsischer Meilensteine im oberen Vogtland an und betreute die Umsetzung fachlich. Über die Erkenntnisse seiner heimatkundlichen Forschungen legte er mehrere Publikationen vor. Für seine Arbeit Verstreut unter alle Völker. Rekonstruktion der Lebenswege der Familie Brandt und anderer Juden im südlichen Vogtland zwischen 1880 und 1940 wurde er 2013 beim Sächsischen Landespreis für Heimatforschung mit einer Ehrenurkunde ausgezeichnet.
Pöllmann ist ferner Mitglied des Heimatvereins Markneukirchen und des Fachausschusses Kultur, Sport, Jugend der Euregio Egrensis.

## Werke (Auswahl)
- 100 Jahre Musikinstrumenten-Museum Markneukirchen, in: Sächsische Heimatblätter 30 (1984), H. 2
- Klingenthal–Markneukirchen–Schöneck, 1. Aufl. 1987, 2. Aufl. 1989 (Tourist-Wanderheft, 39)
- Poet aus dem Vogtland: Julius Mosen, Stationen aus seinem Leben nachgezeichnet, in: Vogtländische Heimatblätter, 11 (1991), H. 6, S. 2–3
- Musikstadt Markneukirchen, Erlbach: Dieck, 1993
- Verstreut unter alle Völker. Rekonstruktion der Lebenswege der Familie Brandt und anderer Juden im südlichen Vogtland zwischen 1880 und 1940, Markneukirchen 2007 (Markneukirchen von damals bis morgen, 2)
- (mit anderen): Der Vogtlandatlas. Regionalatlas für Natur, Geschichte, Bevölkerung, Wirtschaft, Kultur, 3. Auflage. Verlag Klaus Gumnior, Chemnitz 2007, ISBN 978-3-937386-18-8
- Werner Pöllmann, Enrico Weller: Einblicke in 650 Jahre Stadtentwicklung – Festschrift zum 650 jährigen Stadtjubiläum, Markneukirchen 2010
- Verstreut unter allen Völkern (Juden im  vogtländisch-egerländischen Grenzgebiet zwischen 1790 und 1950), 2012, ISBN 978-3-98 13458-3-4
- Einblicke in 500 Jahre Schulentwicklung/125 Jahre Schulhaus/25 Jahre Gymnasium (Festschrift zum Geburtstag des Gymnasiums in Markneukirchen), 2017 (limitiert; nur 800 Exemplare)